# Burtevitz

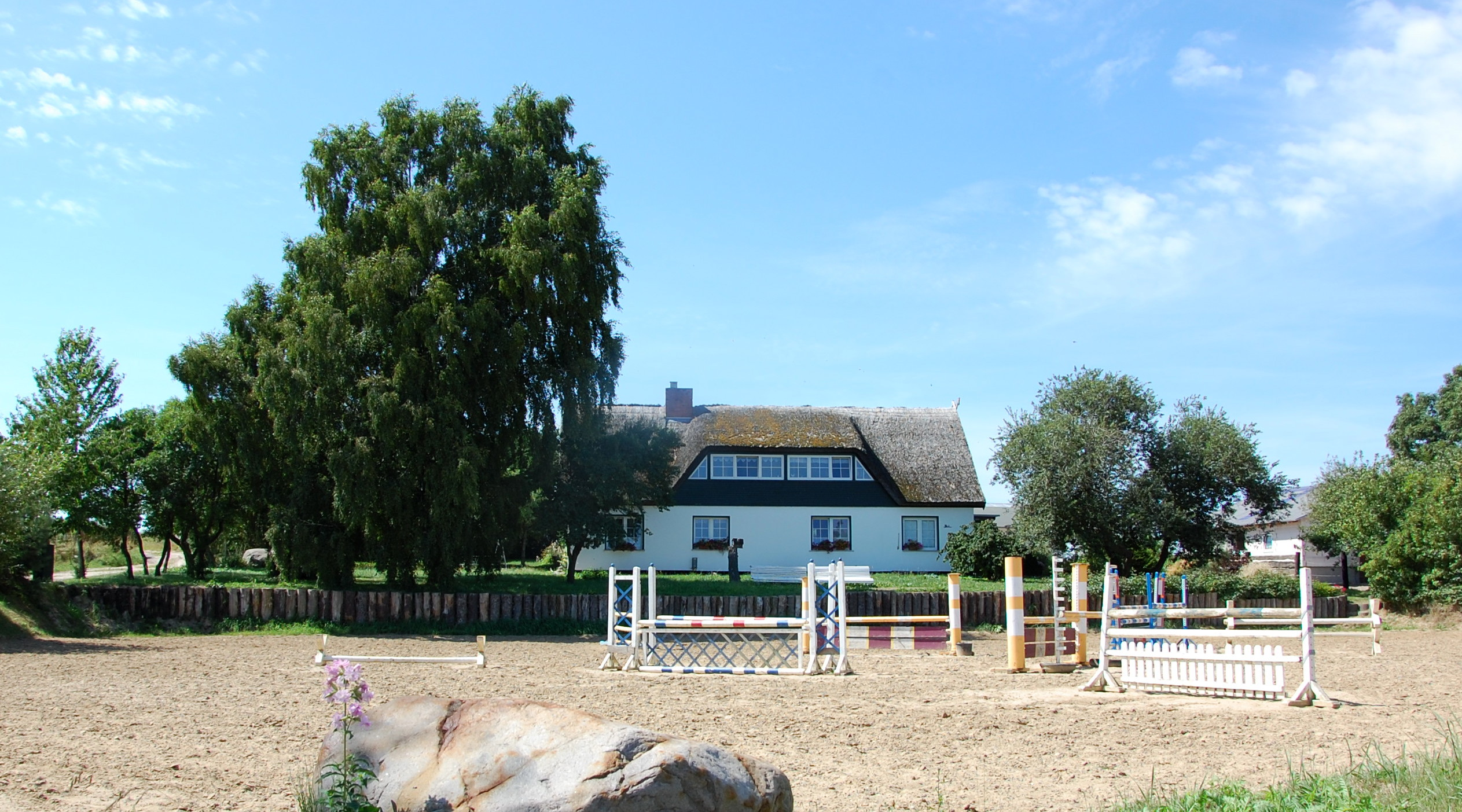
Hof in Burtevitz

Burtevitz ist ein Ortsteil der Gemeinde Lancken-Granitz im Landkreis Vorpommern-Rügen in Mecklenburg-Vorpommern auf der Insel Rügen.

## Lage
Burtevitz besteht nur aus wenigen Häusern und liegt südlich von Lancken-Granitz. Etwas nördlich der Ortslage befindet sich Zarnekow, das in verschiedenen Darstellungen auch als Teil von Burtevitz geführt wird. Durch Burtevitz führt eine untergeordnete Straße von Lancken-Granitz zum östlich von Burtevitz gelegenen Preetz.

## Geschichte
Burtevitz gehörte bereits im Mittelalter zum Besitz des Hauses Putbus. Nachdem es an die Familie von Zernin gelangt war, verkauften diese 1330/33 Burtevitz an Johann von Wreen. Für das Jahr 1346 ist belegt, dass die Familie von Putbus dem Kloster Bergen auf Rügen in Burtevitz Bede und Münzpfennige von sechs Hakenhufen verkaufte. Diese Position wurde nach der Reformation Domanialbesitz. Im Jahr 1582 erwarb das Haus Putbus im Zuge eines Tauschs die Position zurück.
Am 1. Juli 1950 kam Burtevitz zur Gemeinde Seedorf. Am 1. Januar 1962 wurde es nach Lancken-Granitz umgegliedert.

## Denkmäler
In der Gemarkung von Burtevitz befinden sich mehrere prähistorische Grabanlagen, die Großsteingräber bei Burtevitz.